# Rose Nadau
Pour les articles homonymes, voir Nadau (homonymie).
Rose Nadau, née le 5 septembre 1910 à Bordeaux et décédée le 2 octobre 2007 à Versailles, est une photographe française.

## Biographie
Après des études primaires et secondaires à Bordeaux, Rose Nadau fréquente dès 1929 le studio photographique de son oncle André Vigneau.
Elle monte ensuite à Paris, étudie à l'Institut d'optique et fréquente les académies Julian et Grande Chaumière.
De 1931 à 1945, elle réalise plus de 400 portraits (Princesse Murat, Jean-Louis Servan-Schreiber, etc.), d'abord sous le label du studio Lorelle, puis comme indépendante.
À partir de 1945, tout en continuant le portrait, elle diversifie ses travaux : publicité (Charles Jourdan, Fauchon, cristalleries de Saint-Louis, etc.) ; reportages dans le cadre du plan Marshall ; photographe illustrateur ; couvertures d'encyclopédies et livres divers…
Rose Nadau est diffusée partiellement dès 1948 par l'agence Rapho.

## Collections
En 1982, Rose Nadau a déposé sa collection de portraits à la Bibliothèque historique de la ville de Paris.

## Expositions
Apparaît dans les expositions collectives du salon de national de la photographie de 1947 à 1951.

## Publications
- Les hortillonnages et le marché sur l'eau à Amiens, commissariat général du tourisme
- La Vie des plantes, La Culture des orchidées, Les Serres de la Ville de Paris, Les Plantes d'appartement, tous livres aux éditions Larousse.